# تاکوچت
تاکوچت (به فرانسوی: Takoucht) یک منطقهٔ مسکونی در مراکش است که در استان صویره واقع شده‌است. تاکوچت ۵٬۱۳۵ نفر جمعیت دارد.